# Anna Stroganova

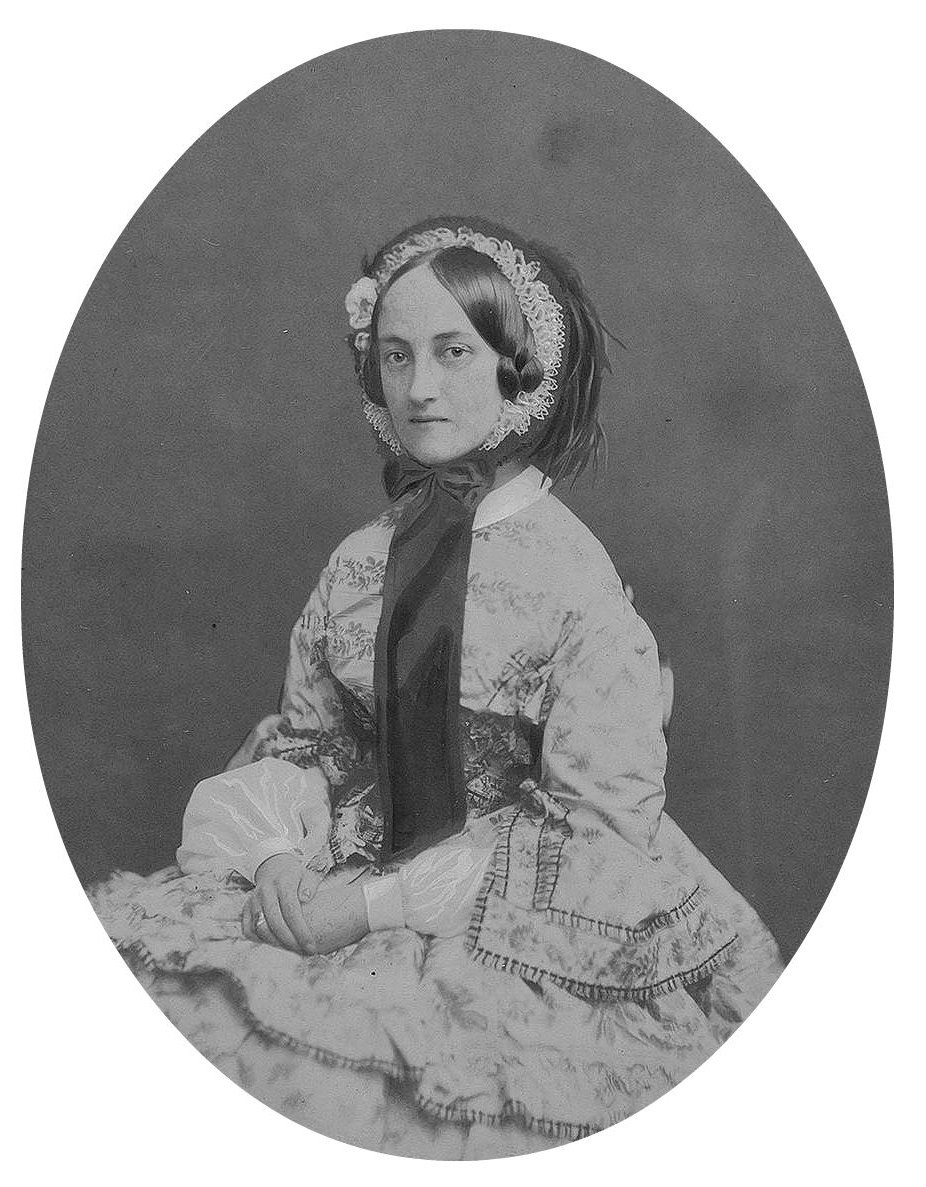
Anna Stroganova.

Anna Stroganova, född Anna Dmitrievna Buturlina 1825, död 1906, var en rysk hovfunktionär. Hon var överhovmästarinna till Rysslands kejsarinna Maria Fjodorovna 1888-1906. 
Hon var dotter till och senatorn Dmitry Petrovich Buturlin och hovdamen Elizabeth Mikhailovna Komburlei.  Hon gifte sig 1851 med greve Pavel Sergeevich Stroganov (1823-1911). 
Hon var hovfröken 1843-1851, och blev efter sitt giftermål hovdam. Hon efterträdde Jelena Kotjubej som överhovmästarinna vid dennas död 1888. Hon beskrivs som en introvert och tillbakadragen person, som därför uppfattades som stel. 
Hon grundade ett barnhem och dekorerades med orden St. Catherine (litet kors) 1891. Både hon och hennes make beskrivs som snälla och konstintresserade men mycket tillbakadragna personer, som föredrog att bara umgås med en lite krets nära vänner och aldrig annars visa sig offentligt. Under sina sista år led hon av dålig hälsa och tvingades genomgå en amputation. 